# Gaetano Miglioranzi
Gaetano Miglioranzi (Thiene, 14 novembre 1963) è un ex hockeista su ghiaccio italiano.

## Carriera
Miglioranzi giocò per tutta la sua carriera con la maglia dell'Asiago Hockey AS, di cui divenne capitano. Da capitano sollevò il primo trofeo degli stellati, la Coppa Italia 1991.
Vanta anche 22 presenze in azzurro, con due mondiali di gruppo B disputati (1985 e 1987).
Il figlio Enrico ha seguito le orme paterne, divenendo a sua volta un hockeista.

## Palmarès

### Club
- Coppa Italia: 1

Asiago: 1991